# Mistrovství Evropy v zápasu ve volném stylu 1993
Mistrovství Evropy v zápasu ve volném stylu mužů proběhl v Istanbulu (Turecko) žen v Ivanovu (Rusko).

## Muži
| Kategorie | Zlato             | Stříbro             | Bronz             |
| --------- | ----------------- | ------------------- | ----------------- |
| 48 kg     | Marian Nedkov     | İlyas Şükrüoğlu     | Viktor Yefteni    |
| 52 kg     | Ahmet Orel        | Sultan Davydov      | Mijail Kushnir    |
| 57 kg     | Remzi Musaoğlu    | Siarhei Smal        | Abdulaziz Azizov  |
| 62 kg     | Magomed Azizov    | İlham Abbasov       | Štefan Fernyák    |
| 68 kg     | Zaza Zozirovi     | Arajik Gevorgjan    | Gocha Makoyev     |
| 74 kg     | André Backhaus    | János Nagy          | Victor Peicov     |
| 82 kg     | Rustem Kelejsayev | Sebahattin Öztürk   | Alexandr Savko    |
| 90 kg     | Džambolat Tedejev | Eldar Kurtanydze    | Kenan Şimşek      |
| 100 kg    | Aravat Sabejev    | Alexei Nechipurenko | Ali Kayalı        |
| 130 kg    | Mahmut Demir      | Merab Valijevi      | Guennadi Zhiltsov |

## Ženy
| Kategorie | Zlato                  | Stříbro             | Bronz                 |
| --------- | ---------------------- | ------------------- | --------------------- |
| 44 kg     | Tatiana Karamchakova   | Liubov Shupina      | Oxana Nazarko         |
| 47 kg     | Tetei Alibekova        | Svetlana Odai       | Ulrike Boehme         |
| 50 kg     | Liliya Islamova        | Anguela Belous      | Anna Gomis            |
| 53 kg     | Yelena Yegoshina       | Tatiana Antonova    | Agnès Canna-Ferina    |
| 57 kg     | Natalija Vinogradovová | Oxana Lapshina      | —                     |
| 61 kg     | Zeinab Kazavatova      | Evdokia Grigoria    | Isabelle Dourthe      |
| 65 kg     | Elmira Kurbanova       | Sylvie Thomé        | Nathalie Zengaffinnen |
| 70 kg     | Natalia Lazarenko      | Evanguelía Nikolau  | Svetlana Yashkina     |
| 75 kg     | Yevgueniya Osipenko    | Tetiana Komarnytska | Vanessa Civit         |